# Рекклингхаузен (район)
Рекклингхаузен (нем. Recklinghausen) — район в Германии. Центр района — город Рекклингхаузен. Район входит в землю Северный Рейн-Вестфалия. Подчинён административному округу Мюнстер. Занимает площадь 760 км². Население — 630,6 тыс. чел. (2010). Плотность населения — 829 человек/км².
Официальный код района — 05 5 62.
Район подразделяется на 10 общин.

## Города и общины
1. Рекклингхаузен (118 626)
2. Марль (88 058)
3. Дорстен (77 036)
4. Кастроп-Рауксель (75 573)
5. Гладбек (75 322)
6. Хертен (62 425)
7. Хальтерн-ам-Зе (37 832)
8. Даттельн (35 627)
9. Ор-Эркеншвик (30 433)
10. Вальтроп (29 688)

(30 июня 2010)